# Каселотти, Адриана
Адриана Митчелл Каселотти (англ. Adriana Mitchell Caselotti; 6 мая 1916, Бриджпорт, Коннектикут — 18 января 1997, Лос-Анджелес, Калифорния) — американская актриса озвучивания и певица, известная благодаря озвучиванию Белоснежки в диснеевском мультфильме 1937 года «Белоснежка и семь гномов».

## Биография
Адриана Каселотти родилась 6 мая 1916 года в городе Бриджпорт. Её отец, иммигрант из Италии Гвидо Каселотти, преподавал музыку и пение, а мать, Мария Каселотти, пела в Королевской опере и давала уроки пения. Старшая сестра Каселотти Луиза давала уроки пения и работала в опере.
К середине 1930-х годов, Каселотти уже успела какое-то время поработать в хоре MGM, а в 1935 году она была нанята Уолтом Диснем на главную роль в его полнометражном мультфильме «Белоснежка и семь гномов». После выхода мультфильма представители студии внесли её в свой «чёрный список», так как Дисней не хотел, чтобы её голос звучал где-нибудь ещё. За работу над фильмом ей заплатили в общей сложности 970 долларов (что эквивалентно 20 559 долларам в 2023 году). Комедиант Джек Бенни рассказывал, что лично связывался с мультипликатором, дабы выпросить у него разрешение использовать голос Каселотти, но Дисней категорически отказался, поскольку образ Белоснежки разрушать было нельзя. Ей все же удалось сыграть ещё одну роль — она спела партию Джульетты в фильме «Волшебник Страны Оз».
К образу Белоснежки Каселотти возвращалась и в дальнейшем. В 1973 году она появилась в одном из эпизодов шоу «Час Джули Эндрюс», а также участвовала в «Шоу Майка Дугласа». В дальнейшем она зарабатывала на жизнь продажей автографов и пробовала пробиться в оперу. В начале 1990-х годов, когда в Диснейленде переделывали аттракцион «Грот Белоснежки», Каселотти в возрасте 75 лет перезаписала песню «I’m Wishing» для выставки «Колодец желаний Белоснежки». В 1994 году за озвучивание Белоснежки Адриана Каселотти получила награду «Легенды Диснея».
Адриана Каселотти умерла 18 января 1997 года в собственном доме в Лос-Анджелесе от дыхательной недостаточности, вызванной раком лёгких, в возрасте 80 лет.

## Личная жизнь
Каселотти была замужем четырежды. В 1945 году она вышла замуж за Роберта Чарда, с которым позже развелась. В 1952 году её вторым супругом стал актёр Норвел Митчелл. После свадьбы её супруг ушёл на пенсию, а в 1972 году умер. В том же году она вышла за врача Дэна Костигена, брак с которым продлился до его смерти в 1982 году. Её последним супругом в 1989 году стал бывший почтовый служащий Флориан Сент-Пьера, с которым она позже развелась.